# Maurice du Pont d'Ahérée
Le baron Maurice du Pont d'Ahérée, né à Dinant le 14 juin 1810 et mort à Bruxelles le 26 mars 1864, est un homme politique belge.

## Biographie
Maurice du Pont d'Ahérée est le fils de Perpète du Pont d'Ahérée et le petit-fils de Pierre Joseph de Paul de Maibe. Il est le gendre d'Hubert de Modave de Masogne.

## Fonctions et mandats
- Conseiller provincial de Namur : 1836-1859
- Bourgmestre de Florée : 1853-1864
- Membre du Sénat belge : 1859-1864

## Sources
- Jean-Luc DE PAEPE en Christiane RAINDORF-GERARD, Le Parlement belge, 1831-1894, Brussel, Académie royale des sciences, des lettres et des beaux-arts de Belgique, 1996.